# コロンバス日本語補習校
 コロンバス日本語補習校（コロンバスにほんごほしゅうこう、英語：Columbus Japanese Language School）は、アメリカ合衆国オハイオ州コロンバス近郊にて毎週土曜日に開講されている日本語補習校である。

## 沿革
- 1979年 – オハイオ州政府がコロンバス郊外のメアリーズビル市に本田技研工業の工場を誘致した際、本田技研の総務担当が当時オハイオ州立大学に在職していた日本人教授の妻（日本およびシカゴ日本語補習校で教員経験あり）に駐在者の子の日本語教育を依頼する。これを機に、教授宅地下室において、午前中、低・高学年の二つに分かれ（小学生のみ12人）国語と算数の学習が始まる。
- 1980年4月 - 生徒数の増加と講師の増員に合わせ、市の北部にある教会を借用し、学校を開校する。当時の生徒数33名（うち中学生4名）
- 1981年11月 - コロンバス市に隣接するワージントン市の教育委員会の協力のもと、同市立中学校の教室を借用。
- 1987年 - 高等部を開設。
- 1988年9月 – 新たにエステート小学校の校舎を借用。小学部のみエステート小の校舎へ移動。
- 1991年6月 - 借用校舎変更。小学部：グランビー小学校、中学・高等部：マッコード中学校
- 1995年9月 - 借用校舎変更。小学部：ブルックサイド小学校、中学・高等部：ペリー中学校
- 1999年4月 - 借用校舎変更。小学部：エステート小学校、中学・高等部：ワージングウェー中学校
- 2003年4月 - 借用校舎変更。小学部：グランビー小学校、中学・高等部：マッコード中学校
- 2021年9月 - 借用校舎変更。メアリーズビル市内の学校[1]

## 教育内容
- 幼稚部：年長のみ。教育要領に基づいたカリキュラムで実施。
- 小学部：1～5年；国語4時間/日（図書0.5を含む）、算数2時間/日。6年；国語3時間/日、算数2時間/日、社会1時間/日
- 中学部：1～3年；国語2時間/日、数学2時間/日、社会2時間/日
- 高等部：科目選択制（必修科目 有）